# Bělokozly
Bělokozly (německy Bielokosel) je vesnice, část města Sázava v okrese Benešov. Nachází se asi 3 km na jih od Sázavy. Bělokozly je také název katastrálního území o rozloze 5,8 km².

## Historie
První písemná zmínka o vesnici pochází z roku 1436. Severně od vsi, na ostrožně zvané Hluboký nad údolím Dojetřického potoka, se nachází malé hradiště nebo tvrziště neznámého stáří a účelu.
V letech 1850–1950 byla samostatnou obcí a od roku 1961 se vesnice stala součástí města Sázava.